# Идеал Я
«Идеа́л Я» (нем. Ichideal) — в фрейдовском психоанализе — это внутренний образ самого себя таким, каким человек хочет стать. Состоит из «сознательных и бессознательных образов индивида того, каким он хотел бы быть, сформированных по образцу определённых людей, которых… он рассматривает как идеал».
Во французском психоанализе понятие «идеал Я» (ego ideal) отличают от понятия «идеального Я» (нем. Idealich). Согласно Жаку Лакану, именно идеальное Я, возникающее в момент идентификации младенца со своим целостным зеркальным образом, становится основой постоянного стремления Я к совершенству. В отличие от него, «идеал Я» — это момент, когда Я смотрит на себя с воображаемой точки совершенства, воспринимая свою обычную жизнь как тщетную и бессмысленную.

## Фрейд и сверх-Я
Эссе Зигмунда Фрейда «К введению в нарциссизм» (1914) вводит «понятия „идеал Я“ и связанной с ним самонаблюдающей инстанции, которые легли в основу того, что впоследствии было описано как „сверх-Я“ в работе «Я и Оно» (1923). Фрейд считал, что «идеал Я» является наследником детского нарциссизма: «Это идеальное Я теперь является объектом любви к себе, которой в детстве пользовалось реальное Я… То, что человек [перед собой] проецирует в качестве своего идеала, — это замена утраченного нарциссизма детства, когда он сам был своим собственным идеалом».
В течение следующего десятилетия концепция занимала всё более важное место в размышлениях Фрейда. В работе «Траур и меланхолия» (1917) он подчёркивал, что «одна часть Я противопоставляется другой, оценивает её критически и, так сказать, берёт её в качестве объекта». Несколько лет спустя, в «Психологии масс и анализе Я» (1921), он далее исследовал, «как в нашем Я развивается некая инстанция, которая может отделиться от остального Я и вступить с ним в конфликт. Мы назвали её „идеал Я“… наследником первоначального нарциссизма, в котором детское Я наслаждалось самодостаточностью». Фрейд вновь подчёркивал, что «во многих формах выбора объекта любви… объект служит заменой некоторого не достигнутого нами идеала Я», а также выдвигал предположение, что в формировании группы «групповой идеал… управляет Я вместо идеала Я».
С выходом работы «Я и Оно» терминология Фрейда начинает меняться. Он по-прежнему акцентировал внимание на важности «существования в Я определённой ступени, дифференциации в Я, которую можно назвать „идеал Я“ или „сверх-Я“», однако именно последний термин выходит на первый план. После «Я и Оно» и нескольких более коротких работ, следующих за ней, термин «идеал Я» почти полностью исчезает из текстов Фрейда. Когда он кратко появляется вновь в «Новых вводных лекциях по психоанализу» (1933), это уже как часть сверх-Я, которое является «носителем идеала Я, по которому Я само себя измеряет… осадком старого образа родителей, выражением восхищения совершенством, которое ребёнок тогда приписывал им».

## Позднейшие взгляды
Отто Фенихель, опираясь на дифференциацию Шандора Радо «хороших» (то есть защищающих) и «плохих» (то есть наказывающих) аспектов сверх-Я, стремился «различать идеалы Я — образцы того, каким человек хотел бы быть, — и сверх-Я, которое характеризуется как угрожающая, запрещающая и наказывающая сила». Признавая связи между этими двумя инстанциями, он, например, указывал, что «в юморе чрезмерно катектированное сверх-Я является дружественным и защищающим идеалом Я; в депрессии оно выступает как негативная, враждебная, наказывающая совесть».
Клейнианцы, такие как Герберт Розенфельд, «возродили более ранний акцент Фрейда на значении идеала Я в нарциссизме и разработали представление о характерном внутреннем объекте — химере или, можно сказать, монстре, — составленном из Я, идеала Я и „безумного всемогущего Я“». В их русле Отто Кернберг подчеркнул деструктивные качества «инфантильного, грандиозного идеала Я» — «идентификации с чрезмерно идеализированным образом себя и объекта, с примитивной формой идеала Я».
В литературном контексте Гарольд Блум утверждал, что «у нарцисса идеал Я становится раздутым и разрушительным, поскольку он наполнен образами совершенства и всемогущества». Избавление от последствий такой навязчивой приверженности идеалу Я возможно лишь тогда, когда он оставлен, и человек вместо этого утверждает «невинность смирения».
Во французском психоанализе понятие «идеального Я» (ideal ego) отличают от «идеала Я». В 1930-х годах Герман Нунберг, следуя за Фрейдом, разработал концепцию «идеального Я», генетически предшествующего «сверх-Я». Даниэль Лагаш развил это различие, утверждая, что «подросток вновь идентифицирует себя с идеальным Я и стремится таким образом отделиться от сверх-Я и идеала Я». Жак Лакан понимал концепцию «идеального Я» в терминах «нарциссической идентификации… его идеального Я, той точки, в которой он желает насладиться собой в себе самом». Для Лакана «субъект должен регулировать завершение того, что приходит как… идеальное Я, которое не является идеалом Я, то есть создавать себя в своей воображаемой реальности».